# I Care 4 U
I Care 4 U é a primeira coletânea póstuma da cantora norte-americana Aaliyah, lançada em 10 de dezembro de 2002 através da Blackground Records e Universal Records. Após a morte da cantora em 25 de agosto de 2001, Blackground decidiu lançar um álbum póstumo em colaboração com a Universal Music Group. A coletânea compila oito canções anteriormente lançadas por Aaliyah, junto com seis canções inéditas, anteriormente descartadas das sessões de gravação do terceiro e último álbum de estúdio da cantora (2001).
I Care 4 U recebeu avaliações mistas dos críticos, com base na avaliação das canções inéditas e na amplitude da compilação em geral. Comercialmente, o álbum foi um sucesso, estreando na terceira posição da Billboard 200 e no topo da Top R&B/Hip-Hop Albums, recebendo posteriormente o certificado de platina da Recording Industry Association of America (RIAA). Também atingiu o top dez das tabelas de álbuns do Reino Unido, França, Alemanha e Suíça. A coletânea produziu quatro singles—"Miss You", "Don't Know What to Tell Ya", "I Care 4 U" e "Come Over"—e vendeu mais de seis milhões de cópias mundialmente. Uma porção da receita do álbum foi direcionada ao Fundo Memorial de Aaliyah.

## Antecedentes
Depois de completar Romeo Must Die, Aaliyah filmou sua parte em Queen of the Damned. Ela lançou seu terceiro e último álbum, Aaliyah, em julho de 2001, o qual foi recebido com críticas altamente positivas. O álbum se tornou um sucesso comercial, estreando na 2ª posição da Billboard 200 e vendendo 187.000 cópias em sua primeira semana, marcando a semana de maior vendas de sua carreira.
Em 25 de agosto de 2001, Aaliyah e outras oito pessoas foram mortas num acidente de avião nas Bahamas após as filmagens do clipe para o single "Rock the Boat". O piloto, Luis Morales III, não tinha licença na época do acidente e continha traços de cocaína e álcool em seu sistema. A família de Aaliyah mais tarde entrou com um processo de homicídio culposo contra a Blackhawk International Airways.[carece de fontes?] Após a morte de Aaliyah, Aaliyah chegou ao topo da Billboard 200, passando 68 semanas na parada, e vendeu mais de 2.6 milhões de cópias nos Estados Unidos até o início de 2003.

## Gravação e produção
O álbum apresenta  faixas e demos inéditas, não inclusas nos álbuns anteriores, gravadas entre 1993 e 2001. "Miss You" foi escrita pelo cantor de R&B Ginuwine, Johntá Austin e Teddy Bishop, enquanto foi produzida por este último, e foi originalmente criada para segundo álbum de estúdio de Ginuwine, 100% Ginuwine (1999). Era outono de 1999, e enquanto Aaliyah estava gravando faixas para o terceiro álbum autointitulado no Manhattan Center Studios, ela solicitou a Austin e Bishop que tocassem para ela algumas faixas que haviam produzido com outros artistas, incluindo "I Miss You", para o qual Ginuwine já havia emprestado sua voz. Bishop comentou mais tarde, "Ela estava tipo, 'Eu quero gravar essa música' [...] Ela pegou o telefone, ligou para ele e disse 'Ei, eu sei que você já gravou essa faixa, mas eu adoraria gravar'". Ginuwine, que era parte compositora da música, permitiu que ela gravasse sua própria versão e, na mesma noite, Aaliyah regravou a faixa inteira. Embora ela supostamente quisesse lançar a música ela mesma, Blackground Records, sua gravadora, sentiu que a música não era uma "música de sucesso" e, portanto, a música foi deixada sem uso até sua morte em agosto de 2001.
A faixa-título foi escrita por Missy Elliot e Timbaland, que também a produziu, e foi gravada no Magic Mix Studios e no Music Grinder Studios em Los Angeles.[carece de fontes?] Aaliyah começou a gravar a canção para seu álbum de 1996, One in a Million, porém foi completada após o álbum ter terminado sua pós-produção, portanto, ela guardou a música para o próximo álbum. A faixa é uma romântica balada de R&B onde a narradora, segundo Aaliyah, diz "não chore, eu enxugarei suas lágrimas. Eu te amo, me dê uma chance de mostrar".

## Lançamento e divulgação
I Care 4 U foi lançado nos Estados Unidos no dia 10 de dezembro de 2002 pela Blackground Records e Universal Records, com sua versão limitada em CD+DVD sendo lançada simultaneamente. Internacionalmente, foi lançado nas duas versões no início de 2003. Sua faixa título recebeu bastante airplay ao longo de 2002, o que ajudou na divulgação do álbum, assim como o lançamento digital do carro-chefe "Miss You" em outubro de 2002, antes de ser disponibilizada para as rádios estadunidenses no mês seguinte.
Em agosto de 2021, foi anunciado que o álbum e os demais trabalhos gravados por Aaliyah para a Blackground (agora rebatizada como Blackground Records 2.0) seriam relançados em serviços físicos, digitais e, pela primeira vez, em serviços de streaming, em um acordo entre a gravadora e a Empire Distribution, com I Care 4 U sendo relançado em 8 de outubro. O relançamento foi recebido com desdém por parte do espólio de Aaliyah, que emitiu uma declaração denunciando o "esforço inescrupuloso para lançar a música de Aaliyah sem qualquer transparência ou total prestação de contas ao espólio".
Anteriormente, I Care 4 U havia sido disponibilizado em algumas plataformas de streaming, sem a permissão da Blackground (portanto, ilegalmente) pela Craze Productions, usando uma digitalização da capa da edição internacional em vez de sua impressão comum, e sem a presença de nenhuma informação adicional. Um processo judicial em desfavor da Craze Productions foi elaborado pela Reservoir Media Management, um parceira de negócios da Blackground Records na época, e o júri concordou com eles em Setembro de 2015. Mesmo após a decisão, e o seu lançamento oficial em outubro de 2021, a versão ilegal ainda se encontra disponível em certas plataformas digitais.

## Singles
"Miss You" foi lançada nas rádios como o primeiro single do álbum em 28 de outubro de 2002. Estreou no número 55 da Billboard Hot 100 e chegou ao pico na terceira posição. A faixa alcançou o topo da parada Hot R&B/Hip-Hop Songs dos Estados Unidos e foi classificada em oitavo lugar na parada de final de ano da Billboard Hot 100, tornando-se assim a música feminina solo mais bem sucedida no país em 2003. Internacionalmente, a canção alcançou a oitava posição na Alemanha e entre as vinte primeiras no Canadá, Dinamarca, Holanda e Suíça. O videoclipe que a acompanhou, dirigido por Darren Grant, contou com a participação de várias celebridades, incluindo Missy Elliott, Lil' Kim, Tweet, Queen Latifah, Jaheim, Lyric, Lil' Jon, Eastside Boyz, Jamie Foxx, DMX, Quincy Jones e Ananda Lewis.
"I Care 4 U", que foi originalmente incluída em Aaliyah (2001), foi lançada como segundo single em 8 de abril de 2003. A canção já havia chegado ao número 16 na Billboard Hot 100 e número três na Hot R&B/Hip-Hop dos Estados Unidos em 2002, apesar de não ter sido lançada como single na época.
"Don't Know What to Tell Ya" foi lançada como terceiro single em 20 de maio de 2003. Como seu lançamento nos Estados Unidos foi limitado, ele não conseguiu entrar nas paradas Hot 100 e Hot R&B/Hip-Hop da Billboard. Internacionalmente, atingiu o número 22 na UK Singles Chart e o número cinco na UK R&B Chart.
"Come Over" foi lançada como quarto e último single em 27 de maio de 2003. Alcançou a 32ª posição na Billboard Hot 100 e a nona posição da Hot R&B/Hip-Hop Songs.

## Recepção da crítica
| Críticas profissionais        | Críticas profissionais |
| Avaliações da crítica         | Avaliações da crítica  |
| Fonte                         | Avaliação              |
| ----------------------------- | ---------------------- |
| AllMusic                      | [ 25 ]                 |
| Encyclopedia of Popular Music | [carece de fontes?]    |
| Entertainment Weekly          | A-                     |
| The Guardian                  | [ 27 ]                 |
| Los Angeles Times             | [ 28 ]                 |
| Rolling Stone                 | [ 29 ]                 |
| Slant Magazine                | [ 30 ]                 |
| Uncut                         | [carece de fontes?]    |
| Vibe                          | [ 31 ]                 |

Numa crítica positiva da Entertainment Weekly, Craig Seymour disse que I Care 4 U mostrou o "talento interpretativo" de Aaliyah e a habilidade de inspirar seus compositores, enquanto Graham Smith do musicOMH considerou isso "uma ótima introdução a um artista muito saudosa", particularmente por causa das seis canções inéditas. De acordo com Jason King da revista Vibe, o álbum compilou alguns dos mais ambiciosos dance-pop dos dez anos anteriores. Uncut disse que as "reconfigurações prateadas e sutis de R&B" de Aaliyah foram apresentadas nos singles compilados, que John Bush do AllMusic sentiu que lembrava os ouvintes de seu talento vocal. Ele também ficou impressionado com as faixas inéditas, escrevendo que elas "fornecem uma visão intrigante de onde Aaliyah poderia ter levado sua carreira se tivesse vivido".
Em uma revisão mais crítica, Sal Cinqeumani da Slant Magazine não ficou impressionado com as novas canções sobre o que ele disse ser "nem um álbum póstumo com material totalmente novo, nem um pacote de grandes sucessos adequado", mas "uma tentativa incompleta de saciar a Aaliyah necessidade do fã de ambos". Arion Berger, da revista Rolling Stone, também sentiu que a segunda metade das canções mais recentes do álbum foi um tanto inferior às impressionantes produções de Timbaland na primeira metade, enquanto Natalie Nichols do Los Angeles Times criticou as canções inéditas como "papel de parede sônico meramente relaxante, com a voz bonita, mas sem personalidade de Aaliyah, muitas vezes tratada como apenas mais um elemento na mistura". Em The Rolling Stone Album Guide (2004), Keith Harris sentiu que o catálogo de Aaliyah justificava uma compilação mais abrangente, embora ele acreditasse que as novas canções provavam que ela estava amadurecendo criativamente antes de morrer. Michael Paoletta, da Billboard, sentiu que em sete anos Aaliyah "acumulou um histórico impressionante" e que I Care 4 U mostra o crescimento de Aaliyah como artista. Ele também mencionou que "seu potencial não realizado é particularmente evidente em faixas recentes como "More Than a Woman" e na faixa-título".

## Prêmios
| Ano  | Premiação                    | Categoria                                    | Indicação  | Resultado | Ref.   |
| ---- | ---------------------------- | -------------------------------------------- | ---------- | --------- | ------ |
| 2003 | Billboard R&B/Hip-Hop Awards | Top R&B/Hip-Hop Single - Airplay             | "Miss You" | Indicado  | [ 40 ] |
| 2003 | MTV Video Music Awards       | Melhor Clipe de R&B                          | "Miss You" | Indicado  | [ 41 ] |
| 2003 | Juno Awards                  | Álbum Mais Vendido por Artista Internacional | I Care 4 U | Indicado  | [ 42 ] |

## Desempenho comercial
I Care 4 U estreou no número três da Billboard 200 dos Estados Unidos e no topo da parada de álbuns de R&B/Hip-Hop, vendendo 279.500 cópias em sua primeira semana, e também se tornando as maiores vendas de primeira semana da carreira de Aaliyah. Em sua segunda semana, o álbum desceu para o décimo sétimo lugar na Billboard 200 e para o número dois na Top R&B/Hip-Hop Albums, vendendo 222.000 cópias. Em sua terceira semana, o álbum alcançou a décima posição na Billboard 200 e voltou ao topo da parada de álbuns de R&B/Hip-Hop, vendendo 188.000 cópias. Em sua quarta semana, o álbum alcançou o nono lugar na Billboard 200, vendendo 80.000 cópias, com vendas totais no primeiro mês de 770,000 cópias. O álbum liderou a parada de álbuns de R&B/Hip-Hop dos EUA por sete semanas não consecutivas. I Care 4 U foi certificado como platina pela Recording Industry Association of America (RIAA) em 15 de janeiro de 2003, e vendeu mais de 1.6 milhão de cópias no país.
Internacionalmente, I Care 4 U também foi um sucesso comercial, alcançando um pico entre as cinco primeiros posições no Reino Unido, França, Alemanha e Suíça, bem como entre os dez primeiros no Canadá, Nova Zelândia e Holanda. Na Europa, alcançou a segunda posição no European Top 100 Albums. O álbum vendeu mais de seis milhões de cópias em todo o mundo.

## Lista de faixas
| I Care 4 U – Edição padrão |                               |                                                                                    |                                       |         |  |
| N.º                        | Título                        | Compositor(es)                                                                     | Produtor(es)                          | Duração |  |
| 1.                         | "Back & Forth"                | Robert Kelly                                                                       | R. Kelly                              | 3:51    |  |
| 2.                         | "Are You That Somebody?"      | Stephen Garrett Timothy Mosley                                                     | Timbaland                             | 4:25    |  |
| 3.                         | "One in a Million"            | Melissa Elliott Mosley                                                             | Timbaland                             | 4:30    |  |
| 4.                         | "I Care 4 U"                  | Elliott Mosley                                                                     | Timbaland                             | 4:33    |  |
| 5.                         | "More Than a Woman"           | Garrett Mosley                                                                     | Timbaland                             | 3:49    |  |
| 6.                         | "Don't Know What to Tell Ya"  | Garrett Mosley                                                                     | Timbaland                             | 5:01    |  |
| 7.                         | "Try Again"                   | Garrett Mosley                                                                     | Timbaland                             | 4:44    |  |
| 8.                         | "All I Need"                  | Johntá Austin Teddy Bishop                                                         | Bishop                                | 3:08    |  |
| 9.                         | "Miss You"                    | Austin Bishop Elgin Lumpkin                                                        | Bishop                                | 4:05    |  |
| 10.                        | "Don't Worry"                 | Austin Phalon Alexander                                                            | Jazze Pha                             | 3:52    |  |
| 11.                        | "Come Over"                   | Austin Alexander Bryan-Michael Cox Kevin Hicks                                     | Cox Hicks Pha                         | 3:55    |  |
| 12.                        | "Erica Kane"                  | Garrett Eric Seats Rapture Stewart                                                 | Seats Rapture                         | 4:38    |  |
| 13.                        | "At Your Best (You Are Love)" | Ernie Isley Marvin Isley O'Kelly Isley Jr. Ronald Isley Rudolph Isley Chris Jasper | Kelly                                 | 4:52    |  |
| 14.                        | "Got to Give It Up" (Remix)   | Marvin Gaye                                                                        | Vincent Herbert Craig King Bud'da [a] | 3:58    |  |
| Duração total:             | Duração total:                | Duração total:                                                                     | Duração total:                        | 59:21   |  |

| I Care 4 U – Edição internacional e digital (faixas bônus) |                                             |                       |                |         |  |
| N.º                                                        | Título                                      | Compositor(es)        | Produtor(es)   | Duração |  |
| 15.                                                        | "We Need a Resolution" (part. de Timbaland) | Garrett Mosley        | Timbaland      | 4:07    |  |
| 16.                                                        | "Rock the Boat"                             | Garrett Seats Stewart | Seats Rapture  | 4:37    |  |
| Duração total:                                             | Duração total:                              | Duração total:        | Duração total: | 68:05   |  |

| I Care 4 U – Edição internacional (vídeo bônus) |                |                |         |  |
| N.º                                             | Título         | Diretor(es)    | Duração |  |
| 17.                                             | "Miss You"     | Darren Grant   | 4:17    |  |
| Duração total:                                  | Duração total: | Duração total: | 72:22   |  |

| I Care 4 U – Edição japonesa (faixas bônus) |                                             |                       |                |         |  |
| N.º                                         | Título                                      | Compositor(es)        | Produtor(es)   | Duração |  |
| 15.                                         | "If Your Girl Only Knew"                    | Elliott Mosley        | Timbaland      | 4:51    |  |
| 16.                                         | "We Need a Resolution" (part. de Timbaland) | Garrett Mosley        | Timbaland      | 4:07    |  |
| 17.                                         | "Rock the Boat"                             | Garrett Seats Stewart | Seats Rapture  | 4:37    |  |
| Duração total:                              | Duração total:                              | Duração total:        | Duração total: | 72:56   |  |

| I Care 4 U – Edição limitada (DVD) |                                             |                |         |  |
| N.º                                | Título                                      | Diretor(es)    | Duração |  |
| 1.                                 | "One in a Million"                          | Paul Hunter    | 5:03    |  |
| 2.                                 | "Are You That Somebody?"                    | Mark Gerard    | 4:29    |  |
| 3.                                 | "Try Again"                                 | Wayne Isham    | 3:50    |  |
| 4.                                 | "We Need a Resolution" (part. de Timbaland) | Hunter         | 4:06    |  |
| 5.                                 | "More Than a Woman"                         | Dave Meyers    | 3:51    |  |
| 6.                                 | "Come Back in One Piece" (part. de DMX)     | Director X     | 3:41    |  |
| 7.                                 | "4 Page Letter"                             | Daniel Pearl   | 4:56    |  |
| 8.                                 | "Got to Give It Up" (Remix)                 | Hunter         | 4:09    |  |
| 9.                                 | "Rock the Boat"                             | Hype Williams  | 5:37    |  |
| 10.                                | "Japanimation Commercial"                   | Warren Fu      | 0:47    |  |
| 11.                                | "Aaliyah: Behind the Scenes"                |                | 12:56   |  |
| Duração total:                     | Duração total:                              | Duração total: | 53:25   |  |

| I Care 4 U – Edição limitada japonesa (DVD) |                |                |         |  |
| N.º                                         | Título         | Diretor(es)    | Duração |  |
| 12.                                         | "Miss You"     | Grant          | 4:17    |  |
| Duração total:                              | Duração total: | Duração total: | 57:42   |  |

Notas
- a  - denota um remisturador

#### Créditos desamples
- "I Care 4 U" contém sample de "(Too Little in Common to Be Lovers) Too Much Going to Say Goodbye" de The Newcomers.[57]
- "More Than a Woman" contém sample de "Alouli Ansa" de Mayada El Hennawy.[58][59]
- "Don't Know What to Tell Ya" contém sample de "Batwannis Beek" de Warda Al-Jazairia.[37][60][61]
- "We Need a Resolution" contém sample de "Tricks of the Trade" de John Ottman.[62]

## Equipe e colaboradores
Créditos retirados das notas do encarte de I Care 4 U.[carece de fontes?]
- Aaliyah – vocais principais
- Johntá Austin – composição
- Homer Banks – composição[a]
- Carlton Batts – masterização
- Teddy Bishop – produção, composição
- Chandler Bridges – assistente de engenharia
- Bud'da –  produção
- Bryan-Michael Cox – produção, composição
- Tom Coyne – masterização
- Jimmy Douglass – engenharia, mixagem, produção
- Salah El Sharnouby – composição[b]
- Missy Elliott – composição
- Ben Garrison – mixagem
- Marvin Gaye – composição
- Ginuwine – composição
- Bernie Grundman – masterzação
- Carl Hampton – composição[a]
- Vincent Herbert – produção
- Kevin Hicks – produção, composição
- Ernie Isley – composição
- Marvin Isley – composição
- O'Kelly Isley, Jr. – composição
- Ronald Isley – composição
- Rudolph Isley – composição
- Chris Jasper – composição
- Jazze Pha – produção, composição
- R. Kelly – instrumentação, mixagem, produção, composição
- Acar S. Key – engenharia, mixagem
- Craig King – produção
- David LaChapelle – fotografia
- Mr. Lee – mixagem
- Jonathan Mannion – fotografia
- Peter Mokran – engeharia, mixagem
- Rapture – instrumentação, produção, composição
- Eric Seats – instrumentação, produção, composição
- Static Major – produção, composição
- Steve Penny – assistente de engenharia
- Tank – vocais de apoio
- Timbaland – mixagem, produção, composição, vocais
- Albert Watson – fotografia
- Michael Zainer – assistente de engenharia

## Tabelas musicais

### Tabelas semanais
| Tabelas musicais (2002-2003)                        | Melhor posição |
| --------------------------------------------------- | -------------- |
| Alemanha (Offizielle Top 100)                       | 2              |
| Austrália (ARIA)                                    | 43             |
| Áustria (Ö3 Austria)                                | 16             |
| Bélgica (Ultratop Flanders)                         | 14             |
| Bélgica (Ultratop Wallonia)                         | 19             |
| Dinamarca (Hitlisten)                               | 39             |
| Escócia (OCC)                                       | 17             |
| Estados Unidos (Billboard 200)                      | 3              |
| Estados Unidos - Top R&B/Hip-Hop Albums (Billboard) | 1              |
| Finlândia (Suomen virallinen lista)                 | 15             |
| França (SNEP)                                       | 4              |
| Grécia (IFPI)                                       | 32             |
| Irlanda (IRMA)                                      | 13             |
| Japão (Oricon)                                      | 45             |
| Noruega (VG-lista)                                  | 17             |
| Nova Zelândia (RMNZ)                                | 10             |
| Países Baixos (Album Top 100)                       | 10             |
| Polónia (ZPAV)                                      | 27             |
| Reino Unido - UK Albums (OCC)                       | 4              |
| Reino Unido - UK R&B Albums (OCC)                   | 2              |
| Suécia (Sverigetopplistan)                          | 37             |
| Suíça (Schweizer Hitparade)                         | 3              |
| União Europeia (European Top 100 Albums)            | 2              |

| Tabelas musicais (2022)           | Melhor posição |
| --------------------------------- | -------------- |
| Reino Unido - UK R&B Albums (OCC) | 32             |

### Tabelas de fim de ano
| Tabelas musicais (2003)                             | Melhor posição |
| --------------------------------------------------- | -------------- |
| Alemanha (Offizielle Top 100)                       | 59             |
| Estados Unidos (Billboard 200)                      | 49             |
| Estados Unidos - Top R&B/Hip-Hop Albums (Billboard) | 5              |
| França (SNEP)                                       | 113            |
| Reino Unido - UK Albums (OCC)                       | 102            |

## Certificações
| Região | Certificado | Unidades certificadas/vendas |
| --- | ----------- | ---------------------------- |
| Canadá (Music Canada)                                                                                       | Ouro        | 50.000^                      |
| Estados Unidos (RIAA)                                                                                       | Platina     | 1.000.000^                   |
| França (SNEP)                                                                                               | Ouro        | 100.000*                     |
| Reino Unido (BPI)                                                                                           | Ouro        | 100.000^                     |
| Suíça (IFPI Switzerland)                                                                                    | Ouro        | 20.000^                      |
| * Valores de vendas baseados apenas na certificação. ^ Números de remessas baseados apenas na certificação. |             |                              |

## Histórico de lançamento
| Região         | Data                   | Formato                     | Gravadora              | Ref.   |
| -------------- | ---------------------- | --------------------------- | ---------------------- | ------ |
| Estados Unidos | 10 de dezembro de 2002 | CD, CD+DVD, Vinil, Cassete  | Blackground, Universal | [ 93 ] |
| Alemanha       | 31 de janeiro de 2003  | CD, CD+DVD, Vinil, Cassete  | Universal Music        | [ 94 ] |
| Austrália      | 3 de fevereiro de 2003 | CD, CD+DVD, Vinil, Cassete  | Universal Music        | [ 95 ] |
| França         | 3 de fevereiro de 2003 | CD, CD+DVD, Vinil, Cassete  | Universal Music        | [ 96 ] |
| Reino Unido    | 3 de fevereiro de 2003 | CD, CD+DVD, Vinil, Cassete  | Indepediente           | [ 97 ] |
| Japão          | 26 de março de 2003    | CD, CD+DVD, Vinil, Cassete  | Avex Trax              | [ 98 ] |
| Mundo          | 8 de outubro de 2021   | Download digital, streaming | Blackground, Empire    | [ 99 ] |